# Don Edwards San Francisco Bay National Wildlife Refuge

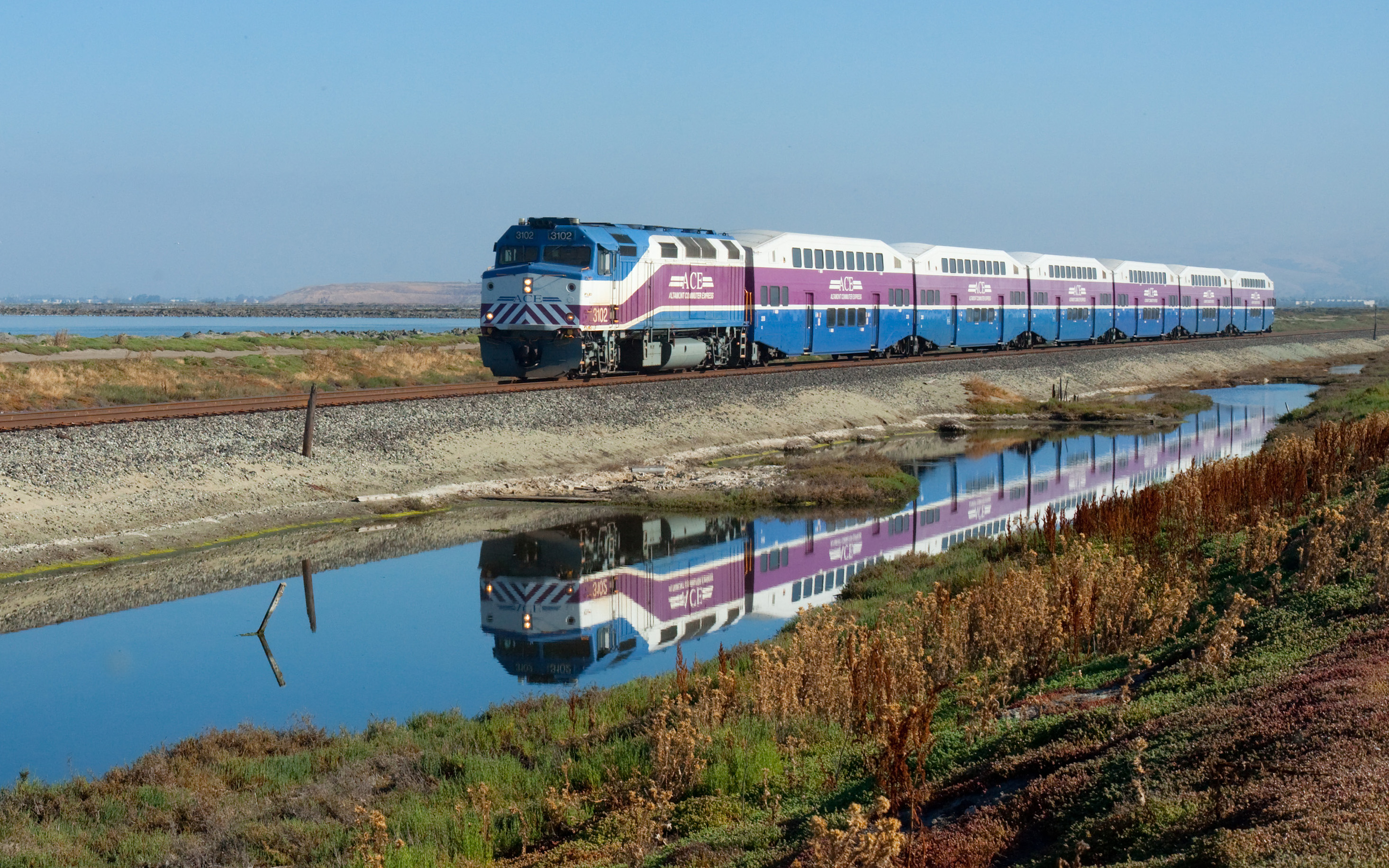
L'Altamont Commuter Express traversant le DESFBNWR.

Pour les articles homonymes, voir Don Edwards.
Le Don Edwards San Francisco Bay National Wildlife Refuge (DESFBNWR) est un National Wildlife Refuge situé dans le sud de la baie de San Francisco en Californie.
Le siège et le centre visiteur du refuge est situé dans le quartier Baylands de Fremont, à côté du parc régional de Coyote Hills (en).
Il est nommé d'après l'homme politique Don Edwards (en).